# 73号加利福尼亚州州道
73号加利福尼亚州州道（英語：California State Route 73, SR 73）是美国加利福尼亚州的一条州級公路，全长17.764英里（28.588）其北端始于它和405号州际公路在科斯塔梅薩的交流道，中间翻越了圣华金山，南端抵达它和5号州际公路在圣胡安 - 卡皮斯特拉诺的交流道。整段高速公路都位于橙县。整条公路的大部分路段为收费公路。

## 路线
73号加利福尼亚州州道是加州高速及快速公路系統的一部分。5号州际公路与向北到达圣胡安 - 卡皮斯特拉诺时，通过一座“Y”型的交流道将73号州道分出，这就是73号州道的南端起点。公路随即向西北方向转折，首先到达小城尼古湖，这是收费公路段在格林菲尔德道（Greenfield Drive）出口处开始之前的最后一个能免费到达的城市。之后公路先后经过亚里索维耶荷和拉古纳海滩。73号州道在拉古纳海滩与133号加利福尼亚州州道相交。继续向北，公路经过水晶海滩州立公园，73号州道最主要的收费站就位于这附近。通过收费站后，公路跨越了尔湾和纽波特比奇的交界，并通过野牛大道（Bison Avenue）出口连接加州大學爾灣分校。麦克阿瑟大道（MacArthur Boulevard）的出口是收费公路段的北端终点，免费段则继续向北，沿着約翰韋恩機場的南边沿继续向西北前进，并与55号加利福尼亚州州道交汇，然后最终在科斯塔梅薩汇入405号州际公路。

## 历史

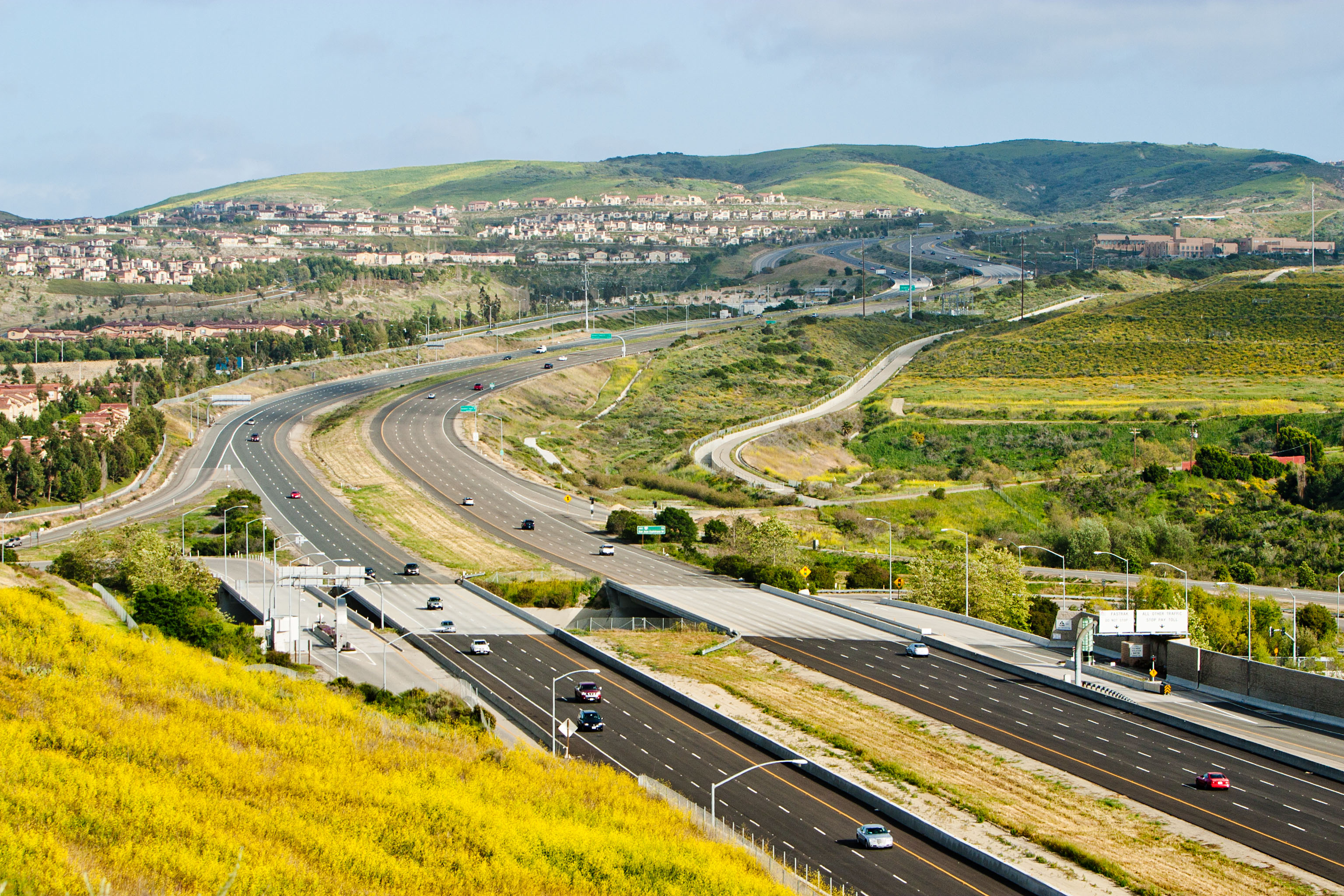
从加州大学尔湾分校附近观看73号加利福尼亚州州道攀越圣华金山。

最初，为了缓解橙县太平洋海岸公路、405号州际公路和5号州际公路拥堵的交通，官方决定修建一条新的直接翻越圣华金山的高速公路。73号州道的设计和施工总共耗资8亿美元。最终的工程包括10座小型交流道、68座桥梁725,000平方英尺（67,400平方）護土牆，土石方量达到32 × 106立方碼（24,000,000立方）。
从北端开始最初的3英里路段被称为“科罗纳·德尔·马高速公路（Corona del Mar Freeway）”，此段公路于1978年通车；接下来的路段则于1996年方才完工通车，这一段高速公路被称为“圣华金山交通走廊”现为收费道路，由圣华金山交通走廊机构（San Joaquin Hills Transportation Corridor Agency）运营。73号州道大部分路段与太平洋海岸公路（Pacific Coast Highway）和405号州际公路大致平行。目前，73号州道没有高乘载车道，不过现有的中央隔离带已经预留了足够的空间以备将来修建高承载车道之用。

## 收费
73号加利福尼亚州州道的收费路段在北边的野牛大道（Bison Avenue）和南边的格林菲尔德道（Greenfield Drive）之间开始73号加利福尼亚州州道变为收费公路。因此无论是从向南的405号州际公路或者7向北的5号州际公路驶入73号州道，驾驶者都有机会在进入收费路段之前通过出口驶离73号州道。
根据高速公路在不同位置探测器的数据，驾驶者的账户会被自动扣除相应的费用。驾驶者必须使用FasTrak（一种加州境内收费道路的电子传感装置）支付费用，或注册当地的ExpressAccount账户（这个账户是本地的一个机构提供的，因此不像FasTrak一样能在加州其他地方使用），然后通过照相机识别车牌对驾驶者的账户进行扣费，或在5天内到指定的网站缴纳单次通行的费用（否则会被邮寄罚单）。使用FasTrak的驾驶者需要支付的过路费用比其他两种方式更低廉)。
驾驶整段73号州道需要缴纳的平均费用对于FasTrak用户为6.61美元（高峰时期则另有0.31美元的额外费用），对于ExpressAccount用户或一次性付费用户则为7.61美元（高峰时期则另有0.31美元的额外费用）。
从2014年5月13日起，73号州道的收费路段停止收取现金。